# The Best
The Best je CD/DVD kompilacija ruske grupe t.A.T.u. koja sadrži singlove, miksove pjesama, snimke koncerata i više. Postoje dvije verzije kompilacije: jedna samo s CD-om i druga s CD-om i DVD-om.

## Popis pjesama
1. "All About Us"                 – 3:01
2. "All the Things She Said"            – 3:32
3. "Not Gonna Get Us"         – 4:20
4. "How Soon Is Now?"                           – 3:14
5. "Loves Me Not"                        – 2:54
6. "Friend or Foe" (radio verzija)             – 3:06
7. "Gomenasai"                         – 3:42
8. "Null & Void"      – 4:25
9. "Cosmos (Outer Space)" (miks)                          – 5:36
10. "Show Me Love"  (radio verzija)     – 3:49
11. "Craving (I Only Want What I Can't Have)"  (Bollywood miks)       – 4:08
12. "Ne Ver', Ne Boysia"                 – 3:02
13. "30 Minutes"            – 3:16
14. "Divine"         – 3:17
15. "Perfect Enemy"                           – 4:09
16. "All the Things She Said" (miks)                       – 5:15
17. "Lyudi Invalidy" (radio verzija)             – 3:22
18. "Loves Me Not" (radio miks)                        – 3:11
19. "Nas Ne Dogonyat"      – 4:21
20. "Ya Soshla S Uma"                           – 3:34

## Datumi objavljivanja
4. rujna 2006. izdano je u Koreji i Brazilu, 11. rujna u Europi, 27. rujan u Japanu, 29. rujna u Njemačkoj i 10. listopada u SAD-u.

## Poveznice
- t.A.T.u.